# Leioproctus rubiginosus
Leioproctus rubiginosus är en biart som först beskrevs av Dalla Torre 1896.  Leioproctus rubiginosus ingår i släktet Leioproctus och familjen korttungebin. Inga underarter finns listade i Catalogue of Life.